# بییانوئبا د اسکس
بییانوئبا د اُسکُس دهستانی در استان آستوریاس اسپانیا است.
در این دهستان ۴۱۹ نفر زندگی می‌کنند. مساحت این دهستان ۷۲٫۹۸ کیلومتر مربع است.